# 民主道路
民主道路（阿拉伯语：النهج الديمقراطي）是摩洛哥的一个共产主义政党。该党成立于1995年。它的意识形态是共产主义、马克思列宁主义、霍查主义、反帝国主义。该党的政治立场是极左翼。该党的总部位于卡萨布兰卡。